# Balitora mysorensis
Balitora mysorensis е вид лъчеперка от семейство Balitoridae. Видът е уязвим и сериозно застрашен от изчезване.

## Разпространение и местообитание
Разпространен е в Индия (Карнатака и Керала).
Обитава сладководни басейни, реки и потоци.

## Описание
На дължина достигат до 5 cm.
Популацията на вида е намаляваща.